# 데니스 베리
데니스 베리(Dennis Berry, 1944년 8월 11일 ~ )는 미국의 각본가, 영화 감독, 배우이다.
할리우드에서 태어났다.

## 영화
- 정사: 두 여자 (2018년)
- 라구나 (2001년)
- 스타게이트 - 시리즈 (1997년)
- 하이랜더 - TV 시리즈 (1992년)
- 니나의 죽음 (1988년)
- 내 어깨 위의 천사 (1980년)
- 새벽의 약속 (1970년)
- 미치광이 같은 사랑 (1969, L'Amour fou)